# Шой (буква)
Шой (𐍥, коми шо̂й, также шои, шуи, шуй, шу, шюи, шюй) — двадцать вторая буква древнепермского алфавита, использовавшегося для записи языка коми и в качестве тайнописи старорусского языка.

## Использование
Буква 𐍥 обозначала звук [ʃ], что соответствует кириллической букве Ш ш в алфавите Молодцова и современном алфавите. Кроме того, обозначала палатализованный звук [sʲ], в этом случае могла помечаться надстрочным знаком (𐍥̀). В этом значении буква соответствует Ԍ ԍ в алфавите Молодцова и С с (перед е, ё, и, ь, ю, я) в современном алфавите. В русских тайнописных текстах соответствует кириллической ч (как и  чэры).
Также использовалась для обозначения числа 500 (иногда в сочетании с титлом, аналогично кириллической системе счисления).

## Название
В различных списках встречаются варианты названий шуи, шуй, шу, шюі, шюи и шюй (шуй-вариант, близкий к древнепермскому оригиналу и вычегодскому диалекту), а также шои и шой (шой-вариант, близкий к сысольскому диалекту). В. И. Лыткин полагает, что первоначальным названием буквы было шо̂й или ш’о̂й. Шо̂й в переводе с языка коми означает ‘труп’, а ш’о̂й — ‘ешь’ или ‘глина’.

## Начертание
Происхождение буквы, предположительно, связано с русской буквой ѯ и, через неё, с греческой буквой ξ.
В древнепермских записях ферапонтовского списка «Сорока бесед на Евангелие» Григория Синаита буква имеет плавную Λ-образную часть, а верхняя петля пишется без изменения наклона пера; в записях Гаврилы Кылдася в усть-вымском списке «Постнических слов» Исаака Сирина Λ-образная часть более угловатая, а петля написана с вращением пера.

## Кодировка
Буква была закодирована в блоке Юникода «Древнепермское письмо» (англ. Old Permic) в версии 7.0, вышедшей 16 июня 2014 года, под кодом U+10365.